# Nils Runeby
Nils-Olof Richard Runeby (* 29. Januar 1931 in Stora Tuna, Provinz Dalarna; † 22. November 2009 in Uppsala) war ein schwedischer Historiker.

## Leben und Wirken
Nils Runeby studierte an der Universität Uppsala und promovierte dort 1962 mit einer Arbeit zur schwedischen Geschichte mit dem Thema „Monarchia mixta. Maktfördelningsdebatt i Sverige under den tidigare stormaktstiden“. Anschließend war er an dieser Universität als Dozent tätig. Von 1975 bis 1979 hatte er den Lehrstuhl für Nordische Geschichte an der Christian-Albrechts-Universität zu Kiel inne, und von 1979 bis 1996 war er Professor für neuzeitliche Ideengeschichte an der Universität Stockholm.
1991 wurde er Mitglied der Königlich-Schwedischen Akademie der Wissenschaften.

## Werke
- Monarchia mixta. Maktfördelningsdebatt i Sverige under den tidigare stormaktstiden, Svenska Bokfoerlaget, Stockholm 1962 (Acta Universitatis Upsaliensis. Studia historica Upsaliensia, Band 6).
- Bengt Skytte, Comenius och abdikationskrisen 1651. In: Scandia, Jg. 29 (1963), S. 360–382.
- Die Macht des Königs und die Verteilung der Macht unter Königin Christina. In: Magnus von Platen (Hrsg.): Queen Christina of Sweden. Documents and studies, Norstedt, Stockholm 1966, S. 322–331.
- Den Nya Vaerlden och den gamla. Amerikabild och emigrationsuppfattning i Sverige 1820–1860, Svenska Bokfoerlaget, Stockholm 1969.
- Teknikerna, vetenskapen och kulturen. Ingenjörsundervisning och ingenjörsorganisationer i 1870-talets Sverige, Almquist & Wiksell, Stockholm 1976, ISBN 91-554-0469-3.
- Von Uppsala nach Kiel. Zur Problematik des wissenschaftlichen Grenzverkehrs. In: Christiana Albertina, N.F. Band 6 (1977), S. 41–51.
- Americanism, taylorism and social integration. Action programmes for Swedish industry at the beginning of the twentieth century. In: Scandinavian journal of history, Jg. 1978, S. 21–46.
- Schweden (zusammen mit Martin Grass). In: Frank Wende (Hrsg.): Lexikon zur Geschichte der Parteien in Europa, Kröner, Stuttgart 1981, S. 579–598, ISBN 3-520-81001-8.
- Barbarei  oder  Zivilität? Zur  Entwicklung einer organisierten Gesellschaft im 17. Jahrhundert. In: Göran Rystad (Hrsg.): Europe and Scandinavia. Aspects of the process of integration in the 17th century, Esselte Studium, Lund 1983, S. 203–222, ISBN 91-24-32785-9.
- Klerkernas ansvar och frihetens organisation. Kring de intellektuellas mobilisering i 1950-talets Sverige. In: Wolfgang Butt (Hrsg.): Der nahe Norden. Otto Oberholzer zum 65. Geburtstag; eine Festschrift, Lang, Frankfurt am Main 1985, S. 287–306, ISBN 3-8204-5349-0.
- Vorwärts! Der technische Fortschritt und seine Schwierigkeiten im Weltbild eines Ingenieurs um die Jahrhundertwende. In: Wolfgang Girnus (Hrsg.): Carl-Wilhelm-Scheele-Ehrung 1986, Akademie der Wissenschaften der DDR, Berlin 1987, S. 185–198.
- Notizen über eine verhinderte Republik. In: Helmut G. Koenigsberger (Hrsg.): Republiken und Republikanismus im Europa der frühen Neuzeit, Oldenbourg, München 1988 (Schriften des Historischen Kollegs, Band 11), S. 273–284, ISBN 3-486-54341-5.
- Dygd och vetande. Ur de bildades historia, Atlantis, Stockholm 1995, ISBN 91-7486-189-1.
- Zeugen eines deutschen Jahrhunderts. Schwedische Urteile über das Deutsche Reich. In: Klaus Hildebrand (Hrsg.): Das Deutsche Reich im Urteil der großen Mächte und europäischen Nachbarn 1871–1946, Oldenbourg, München 1995 (Schriften des Historischen Kollegs, Band 33), S. 49–67, ISBN 3-486-56084-0.
- „Der große Fleiß und Ruhm der Deutschen“. Geistiger und wissenschaftlicher Austausch. In: Martin Grass u. a. (Hrsg.): Schweden und Deutschland: Begegnungen und Impulse, Svenska Institutet, Stockholm 1999, S. 62–79, ISBN 91-520-0538-0.

## Festschrift
- Staffan Källström/Erland Sellberg (Hrsg.): Motströms. Kritiken av det moderna, Carlsson, Stockholm 1991, ISBN 91-7798-414-5.77